# Trafo- en gashuisjes Java-eiland
De Trafo- en gashuisjes Java-eiland betreft een aantal gebouwtjes verspreid geplaatst over het Java-eiland.
Voordat de woningbouw hier in de jaren negentig kwam, schreef het Gemeente-energiebedrijf een ontwerpwedstrijd uit voor de eerste gebouwtjes, als ware het te plaatsen artistieke kunstwerken. Ontwerpers werd gevraagd trafo- en gashuisjes te ontwerpen voor een nog kale zandvlakte op het Java-eiland in het Oostelijk Havengebied. Industrieel ontwerper Huibert Groenendijk won die wedstrijd. Groenendijk liet zich inspireren door een paralel te trekken tussen de keten kerk-kapel-huisaltaar-kruisje boven het bed en Elektriciteitscentrale-transformatorhuisje-meterkast-stopcontact boven bed.   Waarbij de onzichtbare elektriciteit de zegeningen van de moderne tijd verspreidt. In vroeger dagen was de kerk het eerste wat je van de stad waarnam, nu is dat de  Centrale Hemweg. vandaar wordt de electra via trafo-kapelletjes over de stad verspreid . Zoals kapelletjes, in vroeger dagen, het geloof verspreidde.     
In totaal ontwierp hij vijf trafohuisjes vijf elektrahuisjes (5 meter lang en 3,32 hoog) en twee gashuisjes (3,60 meter lang en 3,32 meter hoog). Ze staan opgesteld in de "tuinen" zoals Imogirituin, een van oost naar west lopend wandel- en fietsgebied verbonden door de bruggen van Guy Rombouts en Monica Droste. Sommige huisjes staan enigszins verdekt opgesteld; andere staan pontificaal in het zicht. De bouwsel doen denken aan een transformator en ook aan een heiligdom.  
Huibert Groenendijk werd ervoor in 1994 genomineerd voor de Design Prijs Rotterdam.  